# Xavier Durand
Pour les articles homonymes, voir Durand (patronyme).
Xavier Durand, né le 27 avril 1964 à Lyon, est un dirigeant d’entreprise français. Il est depuis 2016 directeur général de Coface.

## Biographie

### Formation
Après des études secondaires au lycée de Metz, Xavier Durand intègre l’Ecole Polytechnique puis à sa sortie en 1986 le Corps des Ponts et Chaussées. Il est diplômé de l'Ecole Nationale des Ponts et Chaussées en 1989.

### Carrière
Après un court passage par l’Administration, Xavier Durand commence sa carrière dans le conseil en stratégie comme Associé puis Manager du Groupe Mac à Paris. Il rejoint ensuite durant deux années le Groupe GMF de 1991 à 1993 comme Directeur des Projets Groupe, puis la Banque Sovac Immobilier en 1994. Il en devient en 1995 le directeur général adjoint après avoir exercé pendant un an les métiers de base de la banque. Sovac Immobilier ayant été achetée par GE, il mène une carrière internationale au sein du groupe GE pendant 20 ans. Il occupe successivement des postes de General Manager Business Development de GE Capital Auto Financial Services à Chicago, et de General Manager et Président directeur général de GE Money pour la France puis l’Europe de l’Ouest. En 2008, il devient Président directeur général de GE Capital Global Banking pour l’Europe de l’Ouest et la Russie. En 2011, il est nommé CEO de GE Capital Asie Pacifique, basé à Tokyo. Fin 2013 il devient directeur de la stratégie et du développement de GE Capital International, basé à Londres.
En 2016, Xavier Durand est nommé directeur général de Coface, société d’assurance-crédit créée en 1946. Dès son arrivée, il lance le plan « Fit to win » afin de développer l’agilité du groupe. Ce plan s’articule autour de trois priorités stratégiques. La première est de renforcer la gestion de risque et la qualité de l’information en investissant dans les technologies, le recrutement et la formation. La seconde est l’amélioration de l’efficacité opérationnelle du service client et la dernière repose sur la mise en œuvre de stratégies de croissance différenciées. En février 2020, Xavier Durand lance le plan sur trois ans « Build to Lead », le nouveau plan stratégique de Coface à l’horizon 2023. 
Xavier Durand est ou a été membre du conseil d'administration de plusieurs grands groupes internationaux dont : ALD Automotive, Axa en France, WiZink Bank en Espagne, Garanti Bank en Turquie, Krungsri Group en Thaïlande ou Hyundai Capital en Corée. 

## Autre
Amateur de jazz, Xavier Durand pratique la trompette. 

## Distinctions
- Médaille d’or de musique classique du conservatoire[10].
- Lauréat du « Prix des 100 jours » en 2016 dans la catégorie « Prix des lecteurs Challenges » par l’EIM[11].

## Publication
- Oser le risque : le management dans un monde incertain[12],[13], [14]